# La reunión (álbum)
La reunión es el cuarto álbum de estudio del dúo puertorriqueño Yaga & Mackie. Fue publicado el 20 de marzo de 2007 bajo los sellos discográficos La Calle Records y Univision Music Group. Cuenta con el sencillo «Aparentemente» y las colaboraciones de Lennox, Don Omar, Arcángel & De la Ghetto, entre otros.

## Contenido
Javier Martínez, más conocido como Yaga, destacó la influencia de Calle 13 en la evolución del género, diciendo “hay que estar más pendiente a los ritmos”. Con canciones como «El Pistolón», mencionan que no son tiraeras como tal, explicando que se trata del abuso de poder y de las injusticias por parte de la policía. Dentro del álbum hay otras mezclas y fusiones, rock en «Gotika», salsa en «Tregua» y reggae roots en «Mi Reina».

## Sencillos
- «Aparentemente» junto a Arcángel & De la Ghetto fue el primer sencillo desprendido del álbum.[5] Producido por Yai & Toly, la canción alcanzó la posición #42 de la categoría Hot Latin Songs de la revista estadounidense Billboard.[6]

- «El Pistolón» fue el segundo sencillo promocional, recibió dos remezclas, una sólo con la participación de Arcángel,[7] y otra donde se integraron De la Ghetto y Randy, siendo considerada como precursora del movimiento trap latino,[8][9] con algunos críticos considerándola como la primera canción oficial de ese género musical.[10]

## Lista de canciones
| N.º   | Título                                        | Productor(es)         | Duración |  |
| 1.    | «Suéltate»                                    | DJ Blass              | 3:21     |  |
| 2.    | «Aparentemente» (con Arcángel & De la Ghetto) | Yai & Toly            | 5:04     |  |
| 3.    | «Tribu»                                       | DJ Blass · Yai & Toly | 3:14     |  |
| 4.    | «Mi Reina» (con Lennox y Newtone)             | Newtone               | 3:43     |  |
| 5.    | «Gotika»                                      | Nixon · Palito        | 3:00     |  |
| 6.    | «Tregua»                                      | Elvin F. Torres       | 3:28     |  |
| 7.    | «La Batidora (New Version)» (con Don Omar)    | Nely · Tainy          | 4:02     |  |
| 8.    | «Traición» (con Boula)                        | Nixon                 | 3:03     |  |
| 9.    | «Tortura (Remix)» (con Yeiko)                 | Nesty                 | 4:15     |  |
| 10.   | «Es Amor» (con Odyssey)                       | DJ Blass              | 3:56     |  |
| 11.   | «En la Disco (Remix)»                         | Walde                 | 3:24     |  |
| 12.   | «El Pistolón» (con DJ Blass)                  | DJ Blass              | 3:19     |  |
| 13.   | «Tregua (Versión reguetón)»                   | DJ Blass · Nixon      | 4:36     |  |
| 48:05 |                                               |                       |          |  |

## Personal
Parcialmente adaptado desde AllMusic.
- Javier Martínez Ufret (Yaga) — Artista principal, composición.
- Luis Enrique Pizarro (Mackie Ranks) — Artista principal, composición.
- Vladimir Félix — Artista invitado (12), composición, producción.
- Austin Santos — Artista invitado, composición.
- Rafael Castillo — Artista invitado, composición.
- Yai & Toly — Composición, producción.
- Gabriel Enrique Pizarro — Artista invitado, composición.
- Newtone — Artista invitado, composición, producción.
- David Durán — Ingeniero, mezcla.
- Nixon — Producción.
- Palito — Producción.
- Elvin F. Torres — Arreglista, producción.
- Don Omar — Artista invitado, composición.
- Josías de la Cruz — Producción.
- Tainy — Producción.
- Angel Vera (Boula) — Artista invitado, composición.
- Yeiko “El Padrote” — Artista invitado, composición.
- Ernesto F. Padilla — Producción.
- Víctor Martínez (Víctor “El Nasi”) — Ingeniero.
- Víctor Baez Rivera (DNA) — Ingeniero, mezcla.
- Joel Manuel Batista (Odyssey) — Artista invitado, composición.
- Waldemar Sabat (Walde “The Beatmaker”) — Ingeniero, producción.

## Posicionamiento en listas
| Listas (2007)                        | Mejor posición |
| ------------------------------------ | -------------- |
| Estados Unidos (Latin Rhythm Albums) | 14             |